# Efeito Wigner
O Efeito Wigner (que recebeu o nome do cientista que o descobriu, Eugene Paul Wigner) consiste no deslocamento de átomos num sólido causado por radiação de neutrões. Qualquer sólido pode ser afectado pelo efeito Wigner, mas este causa especiais preocupações nos moderadores nucleares (e.g. grafite), que são usados para abrandar neutrões rápidos. O material à volta do moderador recebe uma muito menor quantidade de radiação de neutrões, não sendo tão preocupante.